# VV De Valk in het seizoen 1955/56
Het seizoen 1955/1956 was het eerste jaar in het bestaan van de Valkenswaardse betaaldvoetbalclub De Valk. De club kwam uit in de Eerste klasse A en eindigde daarin op de negende plaats, dit betekende dat de club in het nieuwe seizoen uitkwam in de Tweede divisie.

## Wedstrijdstatistieken

### Eerste klasse A
|       | AGOVV | DWS   | Enschedese Boys | Go Ahead | Heerenveen | N.E.C. | PEC   | RBC   | RCH   | Veendam | Velocitas | VSV   | Xerxes |
| ----- | ----- | ----- | --------------- | -------- | ---------- | ------ | ----- | ----- | ----- | ------- | --------- | ----- | ------ |
| Thuis | 4 – 2 | 1 – 0 | 2 – 0           | 1 – 0    | 2 – 0      | 0 – 1  | 2 – 4 | 3 – 2 | 0 – 2 | 2 – 2   | 3 – 2     | 1 – 1 | 0 – 2  |
| Uit   | 4 – 3 | 6 – 0 | 1 – 4           | 2 – 2    | 2 – 3      | 1 – 5  | 8 – 0 | 3 – 3 | 4 – 1 | 4 – 2   | 2 – 0     | 2 – 2 | 3 – 1  |

## Statistieken De Valk 1955/1956

### Eindstand De Valk in de Nederlandse Eerste klasse A 1955 / 1956
| Stand | Gespeeld | Gewonnen | Gelijk | Verloren | Punten | Doelpunten voor | Doelpunten tegen |
| ----- | -------- | -------- | ------ | -------- | ------ | --------------- | ---------------- |
| 9e    | 26       | 10       | 5      | 11       | 25     | 47              | 60               |

### Topscorers
| Competitie \| # \| Naam \| \| \| -------------- \| ----------------- \| -- \| \| 1. \| Jan Wilbers \| 15 \| \| 2. \| Jo de Leest \| 12 \| \| 3. \| Jacques de Wit \| 9 \| \| 4. \| Jo Fiers \| 3 \| \| 4. \| Hayo Rülander \| 3 \| \| 6. \| Henk Smets \| 2 \| \| 7. \| Jacobus Jansen \| 1 \| \| 7. \| Toon Vereijken \| 1 \| \| Eigen doelpunt \| \| \| \| – \| Chris Kunst (VSV) \| 1 \| \| Totaal \| Totaal \| 47 \| |                   |      |
| # | Naam              | Goal |
| 1. | Jan Wilbers       | 15   |
| 2. | Jo de Leest       | 12   |
| 3. | Jacques de Wit    | 9    |
| 4. | Jo Fiers          | 3    |
| 4. | Hayo Rülander     | 3    |
| 6. | Henk Smets        | 2    |
| 7. | Jacobus Jansen    | 1    |
| 7. | Toon Vereijken    | 1    |
| Eigen doelpunt |                   |      |
| – | Chris Kunst (VSV) | 1    |
| Totaal | Totaal            | 47   |